# Chile en nogada
El chile en nogada es uno de los platillos típicos de la gastronomía mexicana y del estado de Puebla. Ha sido llamado el «platillo mexicano por excelencia». Se prepara con chile poblano, relleno de un guisado de picadillo y frutas variadas, que incluye acitrón, y para finalizar, se cubre con crema de nuez de Castilla (nogada), hojas de perejil y granos de granada. Los colores del chile en nogada son: verde (del chile poblano), blanco (de la nogada) y rojo (de la granada), que simbolizan a los colores de la bandera de México.
Desde 2010, fue reconocido como patrimonio cultural inmaterial de la humanidad por la Unesco.

## Características
Consiste en un chile poblano relleno de un guisado (picadillo) de carne de puerco deshebrada (idealmente), o picada, o carne de res, todo ello mezclado con fruta (plátano macho, manzana panochera, pera de San Juan, durazno, pasas, almendras, piñones, etcétera), entre otros ingredientes. Si bien es cierto que la nuez es un producto que se puede almacenar y utilizar en cualquier época del año, es de gran importancia que la nuez que se utilice para la elaboración de esta receta sea de cosecha reciente, nuez de Castilla pues resalta así el sabor de la nogada.
Originalmente este platillo se preparaba con acitrón, un ingrediente que produce de la biznaga, una cactácea en peligro de extinción por lo que con los años algunas recetas cambiaron este ingrediente por piña confitada.

### Composición nutricional y beneficios
Se ha comprobado que dada su composición de Chile Poblano, posee un alto contenido en vitamina C teniendo cada porción tres veces la recomendación diaria que ayudan a reforzar el sistema inmunológico.
La carne res y puerco aporta un alto valor de proteínas así como la nuez y las almendras que son ricas en proteínas y grasas que poseen efectos cardioprotectores al regular los niveles de colesterol.
Así mismo, la granada ayuda a retrasar la oxidación celular, ayudan al cuidado de la piel y  promueven una mejor salud cardiovascular, previniendo el cáncer y fortaleciendo el sistema inmunológico.
El perejil favorece la digestión y reduce los espasmos estomacales.
Y finalmente la fruta es fuente de fibra y vitaminas.

Recetas Históricas llamadas "Originales".
Existen tantas recetas de chiles en nogada, como familias en Puebla

- Armando Mújica Pérez Salazar, Cronista Gastronómico del estado de Puebla

## Historia

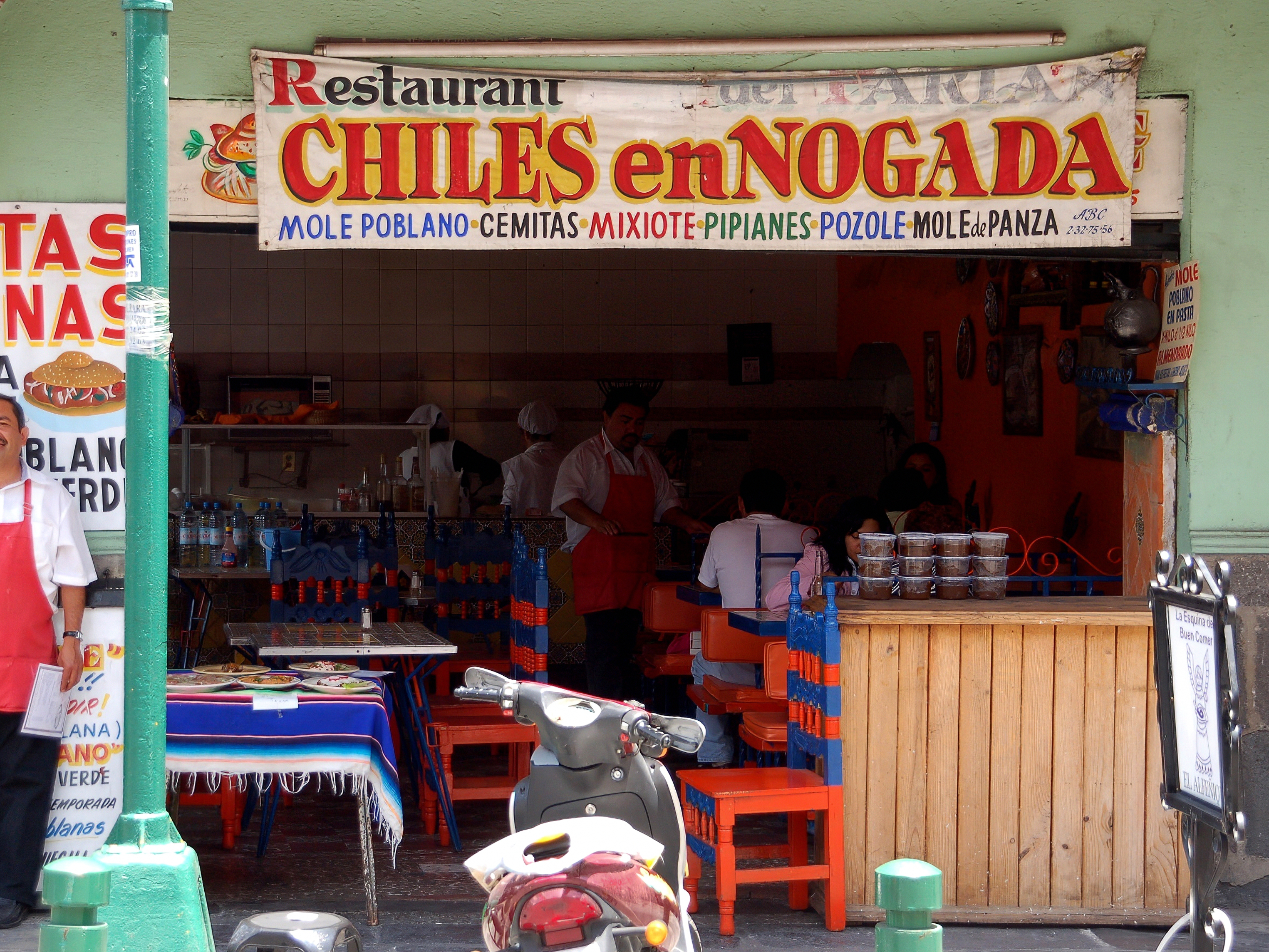
Típico restaurante que ofrece chiles en nogada (Puebla)

El nombre puntual de nogada proviene de la semilla de la nuez de Castilla traído por los españoles tras la Conquista de la Nueva España y   la preparación de la salsa es una herencia de la cocina sefardí, la cual se elaboraba con almendra para hacer platillos dulces y otros muy tradicionales de la cocina española en el siglo XVIII.
En 1599 el chef Diego de Granado creó una receta europea parecida para "col rellena" en una composición llamada nogada, pero la había copiado de los libros de cocina Italiana renacentista.
Pero los chiles en nogada tienen su leyenda propia, pues se dice que cuando Agustín de Iturbide pasó, junto con el Ejército Trigarante, por Puebla rumbo a la Ciudad de México en septiembre de 1821 tras haber firmado los Tratados de Córdoba (la independencia de México, pues), las monjas agustinas del convento de Santa Mónica decidieron tomar como referencia los colores del Ejército Trigarante para elaborar un guiso nuevo el 28 de agosto, con motivo de las fiestas de su santo patrón. Tales colores son blanco, verde y rojo, los cuales representaban respectivamente las Tres Garantías: Religión, Unión e Independencia.
Por otro lado, el cronista Artemio de Valle Arizpe presenta una historia completamente distinta: dice que en el regimiento de don Agustín se encontraban tres soldados que tenían novias en Puebla, queriendo recibirlos con un platillo especial que debía tener los colores de su uniforme, los de la bandera trigarante. Cada una buscó el ingrediente que llevara uno de los colores y no quisieron recurrir a ningún recetario. Le rezaron a la Virgen del Rosario y a San Pascual Baylón (de cuya intervención se hace también mención en el origen del mole poblano) para que las iluminara, se pusieron a cocinar y el resultado fue el que ya conocemos, los tradicionales Chiles en Nogada.

San Pascualito Baylón,

báilame en este fogón;

yo pongo aquí este guisito

y tú pones la sazón.

Aunque anterior a todo esto, existen indicios de la existencia de este platillo conocido mexicano, pues podemos encontrarlos en El libro de cocina del hermano fray Gerónimo de San Pelayo escrito en el año de 1780 y según el que fuese secretario de Cultura en México, Sergio Vergara Berdejo, mencionó que inicialmente los chiles en nogada se llamaron “chile relleno de frutas bañado en salsa de nuez” y posteriormente  la Secretaría de Turismo federal afirmaría que se sabe que la receta de los chiles en nogada existe desde 1714, época del Barroco ya que  en sus registros las monjas del convento de Santa Mónica,  son las que le dieron este característico nombre que Berdejo nos comparte.

Cosa que confirmó el arqueólogo Eduardo Merlo, quien fuese coordinador de Arqueología en el Centro del Instituto Nacional de Antropología e Historia (INAH) del estado Puebla, al negar la  versión más reconocida sobre la creación del chile en nogada con el artículo "El mito de los chiles en nogada y la bandera de las tres garantías".
“El chile en nogada fue un platillo que el caudillo disfrutó, pero no fue inventado para él (...) Era un platillo que ya existía,” asegura “y no como plato fuerte, sino como postre,” dice el también divulgador cultural. 

Ahí Merlo afirma que la corte novohispana celebraba las ocasiones importantes con banquetes abundantes y variados más de 10 tiempos y que las monjas eran las encargadas reposteras, y que muy frecuentemente inventaban platillos nuevos.
“En España acostumbraban rellenar el pimiento de algo y por eso a las monjas se les ocurrió rellenarlo de fruta fresca y capearlo para presentarlo como postre,” asegura Merlo, quien además apunta que el platillo se conoció como “Chile relleno de frutas bañado en salsa de nuez”. 

“Las monjas escucharon la historia y con mucha inteligencia elaboraron el postre (que ya existía), pero lo bañaron en salsa de nuez de Castilla, lo que lo daba una blancura y le pusieron verde el perejil y rojo la granada”, subraya, “se llevaron al postre a la casa del obispo donde fue el banquete y le dijeron al caudillo: mire éste ya tiene la bandera de las Tres Garantías. No sabemos qué dijo, pero le debió haber gustado, porque el distinguido señor al terminar de comer pidió a gritos un lugar para su siesta”, “Las monjas dicen que este postre lo hacían en ocasión de la fiesta de su patrono San Agustín el 28 de agosto, y la mente popular que no sabe distinguir dice que lo inventaron para Iturbide por su cumpleaños”, concluye Merlo.
Esto daría inicio a la popularización del guiso que hasta hoy día es reconocido como típico de en la cultura mexicana.
Otro que comparte con Merlo es el profesor e investigador del Instituto Nacional de Antropología e Historia (INAH) José Luis Juárez López quien señaló que el chile en nogada no fue creado en honor de Agustín de Iturbide.  El investigador y autor del "Engranaje culinario. La cocina mexicana en el siglo XIX" mencionó que los chiles en nogada originalmente no tenían estas ideas nacionalistas y fue en el siglo XX cuando surgió la versión de que se crearon para recordar la Independencia mexicana.

Por último, Armando Mújica Pérez Salazar, Cronista Gastronómico del estado de Puebla, así como Lilia Martínez, historiadora, investigadora y poseedora de una de las colecciones de recetarios antiguos más importantes en México establecen a través de sus investigaciones diversas aclaraciones de los mitos alrededor del Chile en Nogada. De acuerdo al sitio gastronómico Los Sabores de México y el Mundo, especializados en historia, tradiciones e investigación culinaria: 
No, no salieron del Convento de San Agustín los chiles, ni Agustín de Iturbide fue el 28 de agosto. Se sabe que solo fue en dos ocasiones a Puebla el 2 de agosto de 1822 en el que se le dio un convite y un refresco y el 12 de noviembre de 1882. Las referencias están en el archivo del palacio municipal. El refresco era un banquete de dulces que efectivamente si salía de los conventos. Mermeladas, pasta fina, biscochos, tostadas con betún y un sin fin de bocados llenos de dulzor. Eso fue lo que se le ofreció a Agustín de Iturbide.
Tampoco fue creado en ningún convento, no hay registros en ningún documento o registro de la época que muestre que las monjas hayan cocinado siquiera este plato.  
En la Cocinera Poblana de 1887, y otro más de 1881 hay recetas de los platillos típicos y tradicionales de esos tiempos en Puebla y en ninguno hay una receta con le plato de chiles en nogada. Lo que si tienen estos recetarios (que pudimos tocar y ver con nuestros propios ojos) son recetas de chiles rellenos y de salsas de nogada, pero ninguna en la que se haga referencias de las dos preparaciones juntas.
De hecho la misma Lilia Martínez no ha encontrado en sus décadas de investigación ninguna referencia o recetario previo a 1920 en donde se incluyan los Chiles en Nogada. Según lo recopilado en entrevista con Lilia Martínez y otros investigadores históricos de Puebla: 
No hay editor, editorial o cocinera que hable de los chiles en nogada hasta los años 1930 y 1940, durante los cuales se publica un libro que se les vendía a los turistas editado por Salazar Monroy llamado La Típica Cocina Poblana. Lo que él hizo fue crear mitos de lugares como la Capilla del Rosario, de la Catedral. Además por su cuenta decidió que el Mole había salido de la cocina del Convento de Santa Rosa y los Chiles en Nogada de la cocina del Convento de San Agustín y ninguna es cierta.

A partir de ahí fue muy fuerte el mito de que la cocina poblana que salió de los conventos. Los resultados en las investigaciones de Lilia Martínez, Fabián Valdivia entre otros, han demostrado que los chiles salieron de las casas de las familias de la ciudad de Puebla, del centro de la capital.
Ya fueran damas o monjas del convento de Santa Mónica las responsables de esta invención (a esto contribuyó el hecho de que anteriormente ya se había difundido la historia de la invención del mole poblano en el convento de Santa Rosa, también en Puebla, donde una monja lo habría elaborado para ofrecerlo a un obispo que llegó de visita), lo realmente importante es que, al unir los elementos de cocina y leyenda, se pone de manifiesto el carácter patriarcal y religioso del país: se asigna el papel de invención a la mujer y si esta está cerca de Dios, mejor. Por otra parte, la recitación constante de la leyenda, hace que esta se vaya convirtiendo en una verdad acordada e incuestionable, sin importar que se considere una leyenda. Este hecho no empequeñece la calidad de los chiles en nogada como un elemento estético de la cocina mexicana en torno al cual se colocan mujeres, personajes importantes y un espacio adecuado para construir parte del sustento del acendrado nacionalismo culinario mexicano.

## Simbolismo

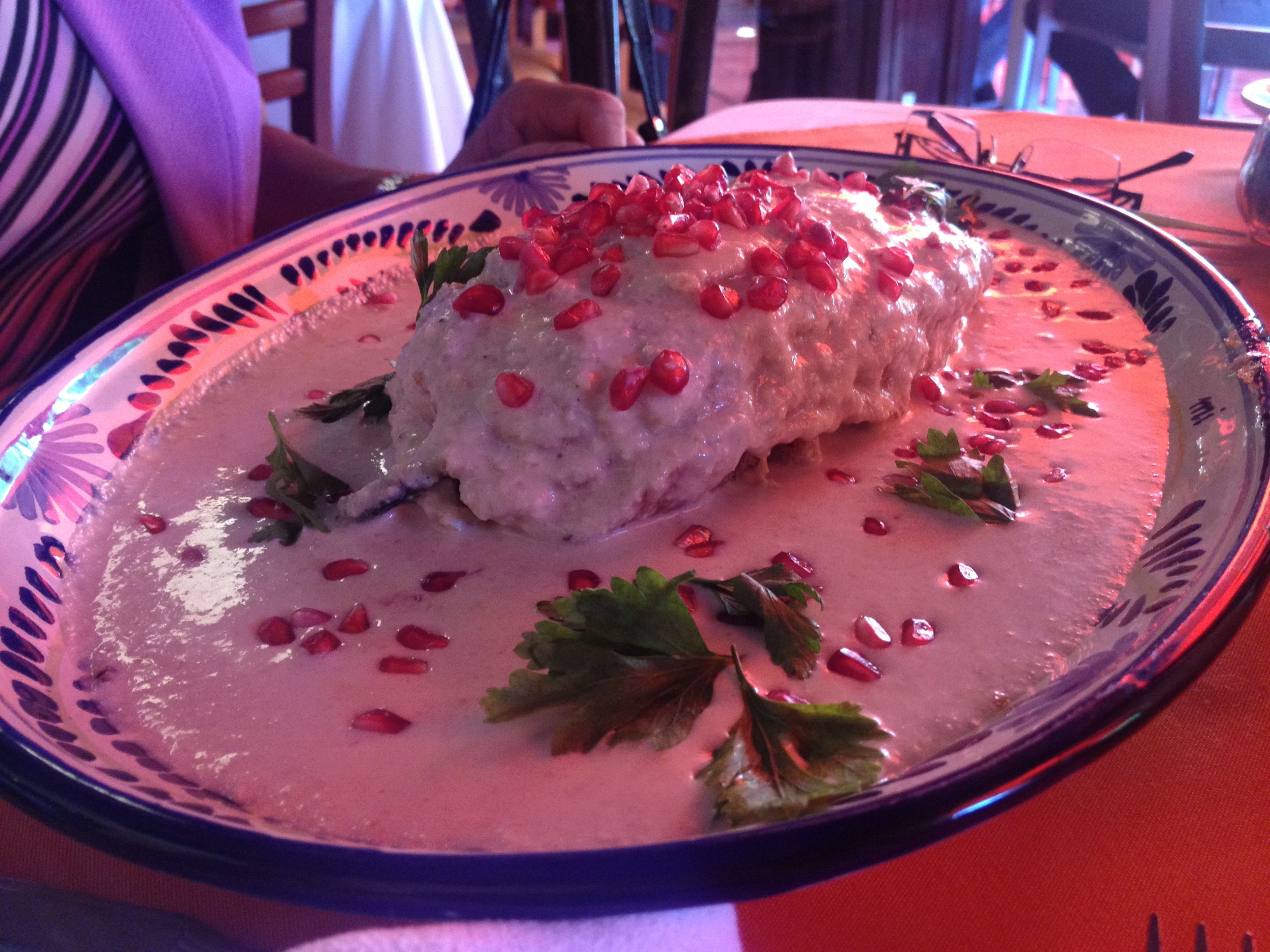
El chile en nogada usa los colores verde, blanco y rojo de la bandera mexicana.

La versión de que el chile en nogada retoma los colores patrios nació en la década de 1930.
Existen otras versiones sobre el significado de los colores de la bandera trigarante, que se representan en los chiles en nogada. Probablemente fueron a su vez una resignificación de las tres virtudes teologales, a saber, la fe (blanco), la esperanza (verde) y la caridad (rojo).
Debido a la composición de los ingredientes otra versión apunta que el (verde) del chile poblano que representa la unión, (blanco) por la nogada que representaba la relevancia religiosa de la época y  el (rojo) de la granada, que representa el patriotismo de la cultura mexicana en la revolución.

### Misticismo
Como se ha mencionado, una de las teorías apunta a que una de las recetas originales pertenecía al fray Gerónimo de San Pelayo en 1780 es por ello que algunos historiadores como el historiador Ricardo Bonilla afirman que la preparación y sus colores estaba inicialmente más relacionada con la fiesta de San Agustín, que se celebra el 28 de agosto.

## Trascendencia
En el año 2018 según cifras del gobierno de México, se estimó que la producción de chile poblano superó las 381 mil toneladas, la de carne de res fue de más de un millón 980 mil toneladas y la de granada sobrepasó las 8 mil toneladas. Y posteriormente la Secretaría de Desarrollo Rural de Puebla en su informe del año 2021 informó que se comercializaron ese año el 80% de los ingredientes con los que se preparan los chiles en nogada en 23 municipios poblanos; lo que aumentaría el valor de la producción en un monto de más de 190,000,000 de pesos mexicanos.
Por lo que  en promedio un plato de chiles en nogada se ofreció en más de veinte mil novecientos sesenta y nueve establecimientos, 37.4% más que en el 2020, generando empleo directo a sesenta y cinco mil personas aproximadamente, lo que incrementó la economía regional un 24.5%.

### Feria del chile en nogada
Ya que se trata de un platillo de temporada, la feria del chile en nogada se realiza generalmente en los fines de semana del 5 de agosto al día 28 todos los años en el estado de Puebla.
Debido a que la preparación de su salsa nogada requiere ingredientes como el de la nuez de castilla que solo se da en los meses de agosto y septiembre.